# カムイ
カムイ（アイヌ語ラテン翻字: kamuy）は、アイヌ語で神格を有する高位の霊的存在のこと。日本語での地名表記などにおいては、漢字を当て、「神威」「神居」としばしば表記される。ラテン文字表記では、イギリス人の宣教師ジョン・バチェラーや金田一京助、久保寺逸彦らの研究者、アイヌ語話者である知里幸恵、金成マツらはkamuiと書いたが、知里真志保がアイヌ語の音韻構造に基づき、kamuyという表記を使うようになり定着している。

## 概要
カムイという言葉は多くの場合にただ「神」と訳されるが、このような場合は「荒神」と訳すべき時もある。例えばカムイコタンとは「カムイの村」という意味だが、多くは地形上の難所などであり、「神の村」というより「恐ろしい荒神のいる場所」とした方が実際のイメージに近い。
カムイは、本来神々の世界であるカムイモシリに所属しており、その本来の姿は人間と同じだという。例えば火のカムイであるアペフチカムイなら赤い小袖を着たおばあさんなど、そのものを連想させる姿と考えられている。そしてある一定の使命を帯びて人間の世界であるアイヌモシリにやってくる際、その使命に応じた衣服を身にまとうという。例えばキムンカムイが人間の世界にやってくる時にはヒグマの衣服（肉体）をまとってくる。言い換えれば我々が目にするヒグマはすべて、人間の世界におけるカムイの仮の姿ということになる。名称ではキムンカムイ、コタンコロカムイ、レプンカムイのように、「◯◯カムイ」などのように用いられる。
また、カムイの有する「固有の能力」は人間に都合の良い物ばかりとは限らない。例えば熱病をもたらす疫病神パヨカカムイなども、人智の及ばぬ力を振るう存在としてカムイと呼ばれる。このように、人間に災厄をもたらすカムイはウェンカムイと呼ばれ、人間に恩恵をもたらすピリカカムイと同様に畏怖される。
語源には諸説ある。江戸時代中期の国学者谷川士清が著わした国語辞典である『和訓栞』には、古い時代に日本語の「かみ（神）」を借用したものらしいと書かれている。